# Chill Out
A Chill Out a The KLF nevű brit együttes 1990-ben megjelent ambient stílusú koncepció-albuma, melyen nyugodtabb, lágyabb számok követik egymást. A lemez témája egy képzeletbeli éjszakai utazás az Amerikai Egyesült Államok keleti partvidékén. Ennek megfelelően az egymást követő számok híres amerikai zenészek számaiból is tartalmaznak részleteket: Elvis Presley, Fleetwood Mac stb.)
2021-ben Come Down Dawn címmel újra kiadták a lemezt, emellett nagyobb változtatásokat is alkalmaztak rajta. Mindenekelőtt az összes számot átnevezték, a lemez alcíme "Brooklyn To Mexico City 1990" lett, és öt és fél perccel meg is rövidítették azt. Ez utóbbinak az az oka, hogy a jogdíjköteles sample-öket (pl. az összes Elvis Presley-re utalót) el kellett távolítaniuk. Az utolsó pár percet újonnan rögzítették, tehát új elemek is kerültek az anyagba.

## Számok listája
1. Brownsville Turnaround On The Tex-Mex Border (1:43)
2. Pulling Out Of Ricardo And The Dusk Is Falling Fast (1:29)
3. Six Hours To Louisana, Black Coffee Is Going Cold (3:01)
4. Dream Time in Lake Jackson (2:37)
5. Madrugada Eterna (7:41)
6. Justified and Ancient Seems a Long Time Ago (1:09)
7. Elvis on the Radio, Steel Guitar in My Soul (2:40)
8. 3am Somewhere out of Beaumont (9:50)
9. Wichita Lineman Was a Song I Once Heard (5:57)
10. Trancentral Lost in My Mind (0:56)
11. The Lights of Baton Rouge Pass By (3:26)
12. A Melody from a Past Life Keeps Pulling Me Back (1:51)
13. Rock Radio into the Nineties and Beyond (1:27)
14. Alone Again with the Dawn Coming Up (0:19)

### Come Down Dawn
1. Brooklyn to Atlantic City (3:30)
2. Atlantic City to Philadelphia (2:40)
3. Philadelphia to Baltimore (2:37)
4. Baltimore to Fair Play (7:44)
5. Fair Play to North Druid Hills (1:03)
6. North Druid Hills to Atlanta (3:36)
7. Atlanta to Mobile (7:14)
8. Mobile to Houston (2:10)
9. Houston to Laredo (2:16)
10. Laredo to El Prado (1:28)
11. El Prado to San Rafael (1:37)
12. San Rafael to Mexico City (2:48)

## Fordítás
Ez a szócikk részben vagy egészben  a   Chill Out (KLF album) című angol Wikipédia-szócikk ezen változatának fordításán alapul.  Az eredeti cikk szerkesztőit annak laptörténete sorolja fel. Ez a jelzés csupán a megfogalmazás eredetét és a szerzői jogokat jelzi, nem szolgál a cikkben szereplő információk forrásmegjelöléseként.